# Кроспроцесинг

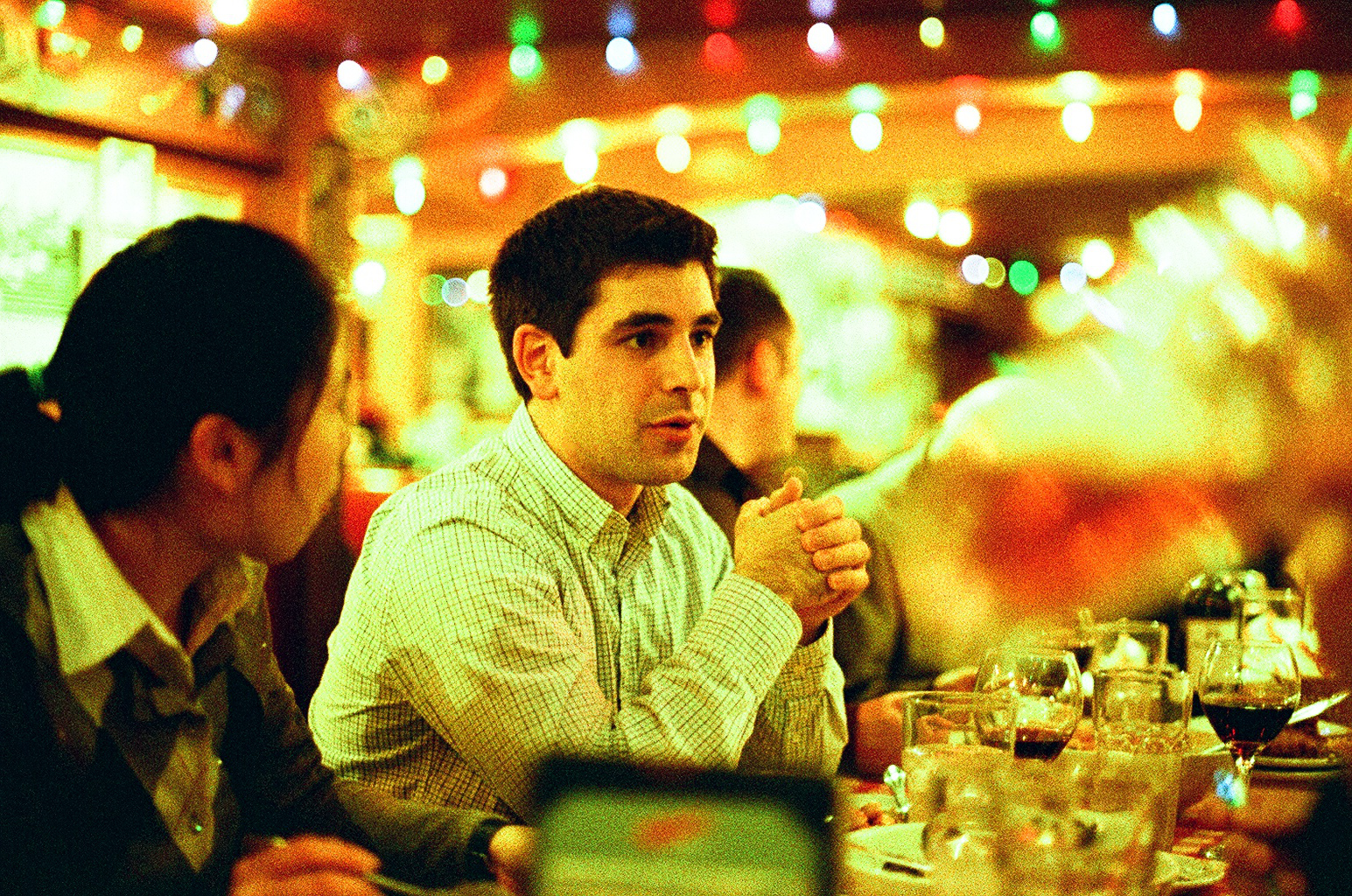
Фотографія, отримана кроспроцесингом E6 → C41

Кроспроцесинг або кроспроцес — фотографічна обробка одного типу плівки за іншим стандартом. Найчастіше так проявляють негативну кольорову плівку (процес C-41) як кольорову оборотну плівку (процес E-6) і навпаки.
Проявлення плівки за кроспроцесом дозволяє отримати незвичайні колірні ефекти без використання комп'ютерної обробки зображень.
У деяких графічних програмах комп'ютера є можливість імітувати зображення, одержуване внаслідок кроспроцесу. Наприклад, у відомому застосунку Photoshop це закладено в меню Криві (англ. Curves).